# Portrait d'Emiliana Concha de Ossa
Le Portrait d'Emiliana Concha de Ossa, surnommé le Pastel blanc, est un pastel sur papier marouflé sur toile (219,7 × 120 cm) du peintre italien Giovanni Boldini, daté de 1888, conservé à la Pinacothèque de Brera à Milan. Sa copie parfaite est aujourd'hui dans une collection privée.

## Histoire
En 1888, Boldini réalise au pastel les portraits de plusieurs femmes issues d'une grande famille chilienne, parmi lesquels ceux d'Amalia Errázuriz de Subercaseaux et de ses nièces, Emilia Concha de Ossa et de sa sœur. Le portrait de la jeune et élégante Emiliana est le dernier de ces six pastels. Très content de celui-ci dans lequel il voit sa plus grande réussite, le peintre ne voulut jamais s'en séparer et ne donna à son modèle qu'une copie.
Ce portrait fait partie des douze œuvres que Boldini présente à l'Exposition universelle de Paris de 1889 où elles obtiennent un vif succès.

## Analyse
Le point de vie légèrement abaissé met en valeur la silhouette élancée de la jeune femme. Boldini n'hésite pas à allonger les bras et surtout les mains du modèle, jusqu'à l'exagération. Ce procédé, qui évoque les allongements maniéristes d'Ingres, sera sa marque dans les décennies suivantes.
Le Pastel Blanc rappelle les Symphonies en blanc I, II et III que réalise Whistler dans les années 1860, à la différence qu'Emiliana n'a rien d'une apparition fantasmatique. Avec sa robe en satin blanc, ses gants légèrement dorées et ses épaules nues sous les tulles légers de son corsage, c'est une beauté vivante et charnelle qui s'offre au spectateur.